# Стака Скендерова
Стака Скендерова (Сарајево, 1831 — Илиџа, 26. мај 1891), прва жена јавни и културни радник међу Србима у Сарајеву, која је 19. октобра 1858. године отворила прву женску школу у Сарајеву. Писала је доста по руским листовима и помагала руском конзулу Гиљфердингу у прикупљању српских старина. Она није била само прва жена која је основала женску школу у Сарајеву и стала за катедру него и прва жена ових крајева која је објавила своју књигу, макар и далеко од завичаја и на туђем језику.

## Биографија
Стака Скендерова рођена је у Сарајеву 1831. године, у породици која је била поријеклом из Пријепоља. Стака је рано научила турски језик што јој је помогло да лакше продире са својим захтјевима код турске управе. Писменост је стекла самоучки или у основној школи у Сарајеву, али о томе нема тачних података. Зна се да је доста читала и да је једина жена тог времена која је пјевала у цркви. Стака је била на сталној ратној нози са највиђенијим Србима трговцима у Сарајеву. Била је омиљена у редовима сиромашних Срба, а посебно међу српским женама у Сарајеву иако је српска штампа (како у Босни тако и она изван) или ћутала о Стаки или јој је приговарала све до њене трагичне смрти, 26. маја 1891. године када су је на Илиџи прегазила сељачка кола.

## Александар Гиљфердинг и Стака Скендерова
Александар Гиљфердинг неоспорно је најзаслужнији што је Стака Скендерова испричала драматичне догађаје у Босни од 1825. до 1856. године. Наумивши да о савременим босанским збивањима казују и пишу очевици, поред његових конзуларних извјештаја и путописних импресија, Гиљфердинг је послије Мостарца Јоаникија Памучине, тражио сличну личност и у Сарајеву. Та личност је морала бити довољно писмена и изразито храбра. Гиљфердинг у предговору Љетописа Босне 1825-1856 за Стаку Скендерову каже: "Био сам изгубио наду да ћу моћи да упознам домаћу историју Босне, када ме је срећан случај упознао са дјевојком Стаком Скендеровом". У Стакином емотивном карактеру и предодређености за предану просветитељску мисију међу неуким народом, он је осјетио тек пробуђене стваралачке нагоне подстрекавајући је да их изрази у причи или епској пјесми. Стакин Љетопис Босне, завршен јануара 1858. године, истинско је свједочење и суђење, али и снажни проговор након дуге ћутње, лишавања и устезања. Љетопис Босне Гиљфердинг је превео на руски језик и тако је придружио свом путопису, заједно са радовима Јоаникија Памучине и Нићуфора Дучића. Носећи Стакин Љетопис са својим биљешкама у Русију, Гиљфердинг је желио да руска јавност добије прва права обавјештења о положају ових далеких покрајина османског царства у распадању.

## Љетопис Босне
Љетопис Босне се посебно индентификује са додатком који се зове Босна почетком 1858. године. Поред Гиљфердинговог удјела Љетопис Босне је задржао основну ознаку мишљења аутора, нарочито у дијеловима о страдању Јована Скендеровића (Стакиног брата) и у обликовању социолошког профила православних сарајевских трговацаи свештеника, који чине и литерарно најјача мјеста ове мале књиге. Обузета бригама око оснивања прве женске школе у Босни и Херцеговини и тражењем новчане помоћи, без обзира од кога и са каквим циљевима долазила, да ли од српског кнеза или трског султана, она је у Љетопису остала при чињеницама о конкретном стању, не прокламујући промјене и не зовући на побуну. Једна од доминантних мијеста у књизи је поменута прича о њеним брату који је био затворен и свирепо мучен од стране Фазли-паша Шерифовића. Ова епизода представља добро илустровање безвлашћа у Сарајеву и Босни уопште. Фазли-паша је зато примјер огрезлог распусника, коме је огорчена Стака Скендерова посветила доста страница Љетописа Босне. Није мању храброст показала Стака Скендерова ни у дијелу Љетописа који говори о нарави, политичкој оријентацији и незаситости сарајевских православних трговаца и свештеника. То је прави социолошки трактат, пун паметних запажања и смјелих тврдњи, какав до тада није написан у Босни и какав неће ни бити написан све до појаве Васе Пелагића. У размишљањима о садржини и идеји Љетописа Босне несвјесно се намеће његова намјена руским политичким захтјевима, мада Стака Скендерова, свакако, и није могла другачије говорити, без обзира коме је књига била упућена и чему је све могла послужити. Писан на дахове, Љетопис је остао фрагментиран са одјелитим и јаким цјелинама и блиједим присјећањима онога што лично није видјела. Прави значај личности Стаке Скендерове увидио је тек Јован Кршић. Слушајући успомене Стакиних бивших ученица, њега је више импресионирала њена појава и просвјетни рад, него Љетопис Босне, тако да му није ни одредио мјесто које заузима у сиромашној књижевној продукцији Босне и Херцеговине 19. вијека.